# 穆寧
穆宁（716年—794年），字元堂，唐朝大臣，怀州河内（今河南省沁阳市）人。穆元休的儿子。
穆宁擢明经第。调授盐山尉。安禄山叛乱，穆宁檄州县并力捍御，斩杀安禄山的景城太守刘道玄。他代理东光县令，起义兵抵御史思明率领的叛军。颜真卿推荐他为大理评事、河北采访支使。颜真卿去凤翔朝见唐肃宗，向皇帝推荐穆宁。唐肃宗上元二年（761年），穆宁官至殿中侍御史，佐盐铁转运，住埇桥。李光弼取粮，他以无敕命，没有给。后来穆宁到徐州面见李光弼，李光弼也很器重他。宝应初年，转任侍御史，为河南转运租庸盐铁等副使。次年，转任户部员外郎。加兼御史中丞，为河南、江南转运使。广德初年，加库部郎中。当时河运不通，漕运由汉、沔经商山达京师。唐代宗以穆宁为鄂州刺史、鄂、岳、沔都团练使，及淮西鄂岳租庸盐铁沿江转运使，赐金紫。淮西节度使李忠臣的士卒不敢掠劫，漕运得通。
因为打死克犯事的沔州别驾薛彦伟，被贬为虔州司马、昭州平集尉，大历四年（769年），起授监察御史，在淄青领转运留后事。一年后，改检校司封郎中、兼侍御史，在江西领转运留后事。次年，拜检校秘书少监，兼和州刺史，被人诬告贬为泉州司户。穆宁的儿子穆赞为父亲伸冤，朝廷任命穆宁为太子右谕德。穆宁性情刚毅，不事权贵，久处散位。唐德宗逃到奉天，穆宁随至行在，擢秘书少监，改太子右庶子。德宗还京师，穆宁称病辞职归东都，以秘书监致仕。著有《家令》。有四子：穆赞、穆质、穆员、穆赏。

## 延伸阅读
[在维基数据编辑]
 《舊唐書/卷155》，出自刘昫《舊唐書》
 《新唐書·卷163》，出自《新唐書》